# Münchner Straße (Dresden)
Die Münchner Straße ist eine rund 1,2 Kilometer lange Innerortsstraße im Dresdner Süden. Sie verbindet den Fritz-Löffler-Platz und den Nürnberger Platz in der Südvorstadt mit der Nöthnitzer Straße im Stadtteil Plauen.

## Lage und Verlauf
Die Straße verläuft vom Fritz-Löffler-Platz aus nahezu geradlinig Richtung Südwesten: Sie wurde – inzwischen verbaut – in der Sichtachse von der Stadt auf den Hohen Stein in Plauen angelegt und führt dabei über die Gemarkungen Altstadt II und Plauen. Seit dem Neubau der Richtungsfahrbahnen zwischen Fritz-Löffler- und Nürnberger Platz (eröffnet 2002) gibt es durchgängig zwei getrennte Richtungsfahrbahnen. Der erste, etwa 200 Meter lange Abschnitt zwischen Fritz-Löffler- und Nürnberger Platz hat zwei Fahrstreifen pro Richtung. Dazwischen verlaufen Gleise des Dresdner Straßenbahnnetzes, die von der westlichen Seite der Fritz-Löffler-Straße kommend am Platz in den Mittelstreifen geführt werden. Auf dem zweiten Abschnitt der Münchner Straße ab dem Nürnberger Platz ist dieser Mittelstreifen deutlich aufgeweitet. Die Straßenbahngleise für jede Richtung liegen direkt an der Fahrbahnseite, dazwischen befindet sich auf etwa 15 Meter Breite ein von je einer Baumreihe Krim-Linden flankierter Weg. Auf der Hälfte des zweiten Abschnittes erstreckt sich beiderseits der Straße der Münchner Platz als kleine Parkanlage mit Spielplatz auf der Nordseite; an dessen südlichem Ende verläuft die Gemarkungsgrenze zu Plauen.
Die Münchner Straße endet in Plauen an der Nöthnitzer Straße. Während die nördliche Fahrbahn gerade bleibt, knickt die südliche Fahrbahn etwas nach Osten ab. Sie wurde 1999 südwärts weitergeführt und trägt ab hier den Namen „Passauer Straße“. Der durch die Aufweitung der Fahrbahnen entstandene Platz wird von einer Gleisschleife der Straßenbahn genutzt.
Die Münchner Straße hat die Postleitzahl 01187.

## Geschichte

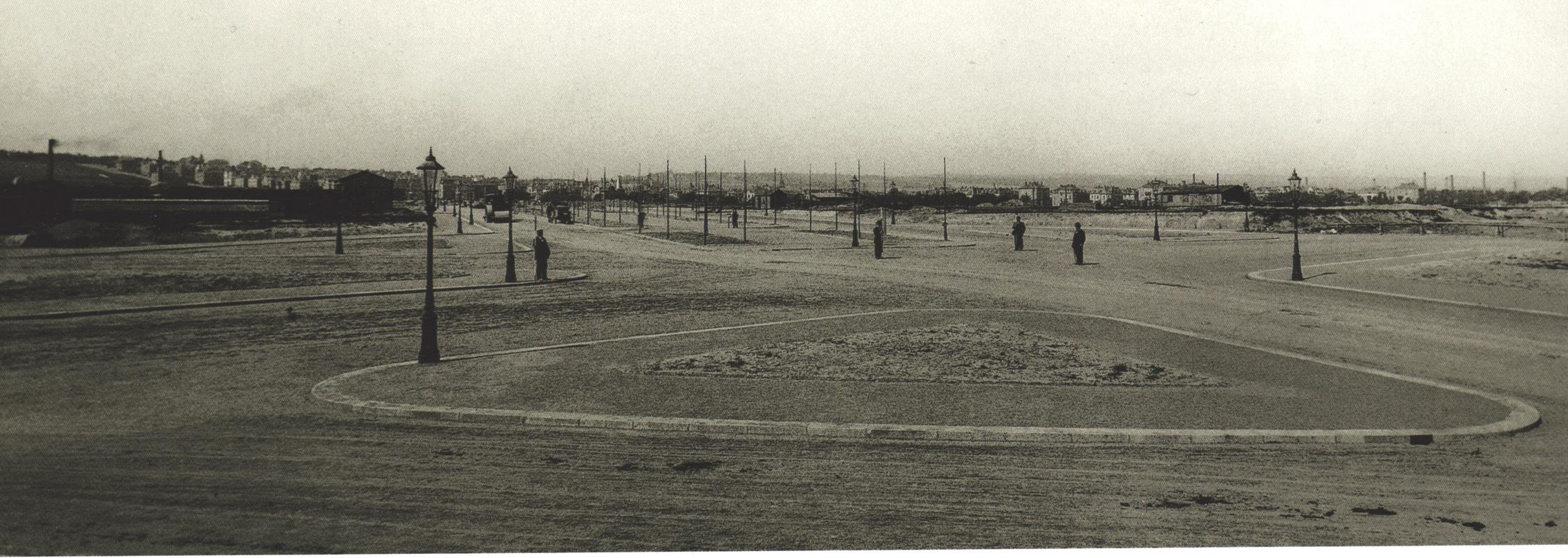
Blick vom Nürnberger Platz in die noch unbebaute Münchner Straße, 1900 (die Masten für die am 22. Oktober 1900 eröffnete Straßenbahnlinie sind bereits gesetzt)

Die Münchner Straße wurde 1899 nach dem Bebauungsplan „Altstadt-Südwest“ angelegt und erhielt wie zahlreiche andere Straßen in diesem „Bayrisches Viertel“ genannten Gebiet den Namen einer bayrischen Großstadt. Planungen für den Straßenverlauf lagen bereits seit spätestens 1886 vor. Dort waren auch bereits der Nürnberger und Münchner Platz in ihren heutigen Ausmaßen vorgesehen. Ein erstes Teilstück ab dem heutigen Fritz-Löffler-Platz existierte bereits früher. Entgegen ersten Vorstellungen wurde die Münchner Straße auf 40 Meter verbreitert und mit getrennten Fahrbahnen realisiert. Sie endete 1899 zunächst kurz hinter der Dresdner Stadtgrenze (das Dorf Plauen gehört erst seit 1903 zu Dresden) an der heutigen Würzburger Straße, wurde aber relativ zügig fortgesetzt.

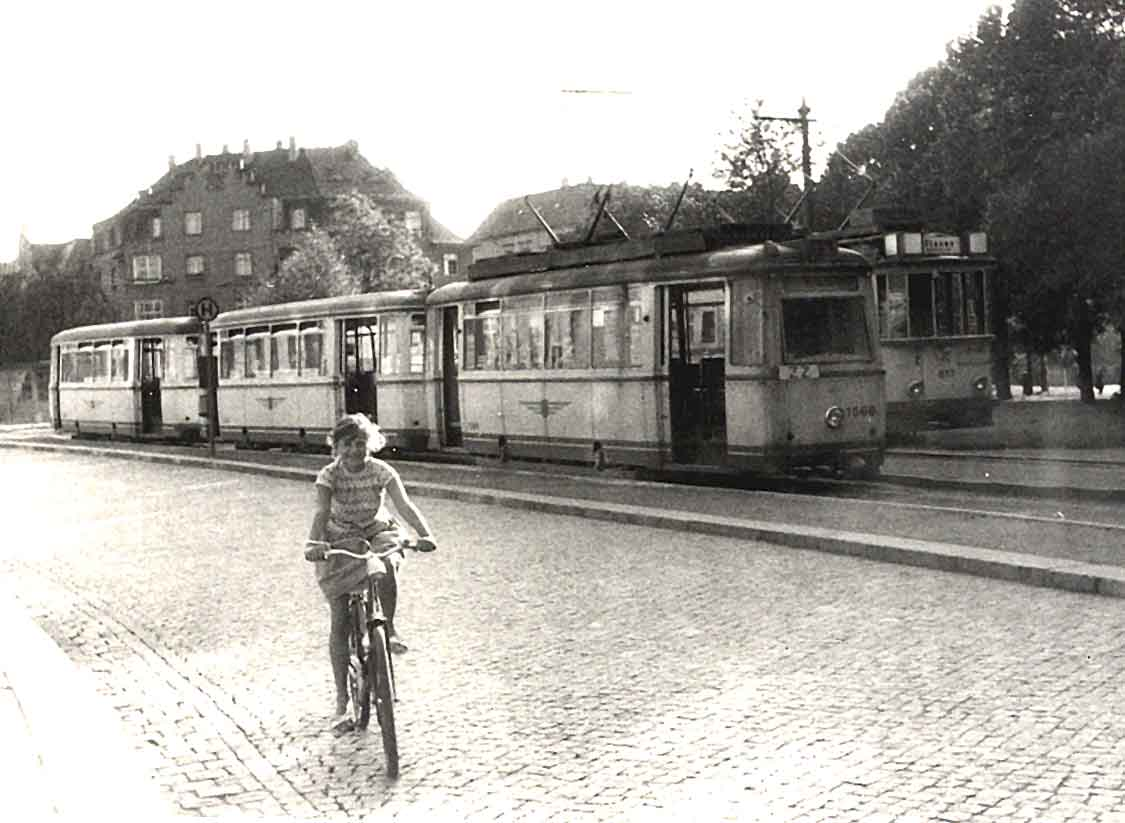
Straßenbahnen in der Wendeschleife, 1961 (links die Linie 15 nach Weinböhla, rechts die mit Altbaufahrzeugen betriebene Berufsverkehrslinie 55 nach Coswig, mittig nach links die Südfahrbahn der Münchner Straße)

Das südliche Straßenende unterschied sich um 1900 von der heutigen Gestaltung. Die Bienertstraße endete nicht an der Münchner Straße, sondern war über das Gelände der jetzigen Straßenbahnschleife bis an die Nöthnitzer (damals Räcknitzer) Straße verlängert. Der Straßenbahnendpunkt der auf der Münchner Straße am 22. Oktober 1900 eröffneten Verlängerung von der Reichenbachstraße aus befand sich an der Kreuzung Räcknitzer (Nöthnitzer)/Bernhardstraße (noch heute erkennbar als Fahrbahnaufweitung) und wurde von einer Linie Dresdner Straßenbahn-Gesellschaft („Gelbe“) bedient, die 1909 die Liniennummer 1 (Plauen–Blasewitz/Loschwitz) erhielt und in ihrem Linienverlauf ab Hauptbahnhof bis Blasewitz tatsächlich die erste in Dresden errichtete Straßenbahnlinie war. Im Jahr 1909 wurde die Strecke von dort aus über die Nöthnitzer Straße bis an die bestehenden Gleise am Plauener Rathaus (F.-C.-Weiskopf-Platz, damals Rathausplatz) erweitert und am 28. Oktober 1909 eröffnet.
Die Bebauung des neuen Straßenzuges wurde maßgeblich von der Dresdner Baugesellschaft vorangetrieben, sie errichtete Wohn- und Geschäftshäuser vornehmlich in geschlossener Bebauung. Ausnahme war die Münchner Str. 22–26, die als „Gruppenhaus“ mit Abständen zur angrenzenden Bebauung eingefügt wurde, und von der nach der Zerstörung während der Luftangriffe auf Dresden die Münchner Straße 26 erhalten blieb.
Um 1925 war nur noch der Bereich zwischen Münchner Platz, Münchner Straße und Nöthnitzer Straße unbebaut.
1929–1930 errichtete auf diesen Flächen der Bauverein Gartenheim einen ersten Teil einer von Paul Beck (1887–1964) entworfenen Siedlung: Zwischen Abekenstraße (heute Georg-Schumann-Straße), Nöthnitzer, Regensburger und Münchner Straße entstanden 34 Wohngebäude mit 286 überwiegend 4- und 5-Raum-Wohnungen, wobei diese an der Münchner Straße fünfgeschossig, ansonsten viergeschossig ausgeführt wurden. Erker, Küchenveranden, Dreifach- und Schiebefenster sorgten für Einfachheit und Wirtschaftlichkeit.
 Da es 1945 in dem gesamten Areal allerdings kaum Schäden gab, ist dieses gesamte Ensemble erhalten geblieben; inzwischen farblich neu gestaltet, saniert und modernisiert gehört es heute in seinem Kernbestand zur Dresdner Wohnungsgenossenschaft „Glückauf Süd“ (WGS).
Nach 1935 folgte nach der gleichen städtebaulichen Idee die Bebauung zwischen Münchner, Nöthnitzer und Landsberger Straße durch die Stuttgarter Allianz, die bis 1942 fertiggestellt wurde: Durch die Baustoffkontigentierung erhielten die Häuser nur Flachdächer (die jetzigen Satteldächer wurden erst nach der Sanierung in den 1990er Jahren aufgesetzt) und die Sparmaßnahmen (z. B. bei Tragwerk, Schalldämmung, und fast ausschließlich 2- und 3-Raum-Wohnungen) waren unübersehbar. In dem Zusammenhang wurde die Abknickung der südöstlichen Fahrbahn der Münchner Straße zwischen Landsberger und Nöthnitzer Straße bereits mit projektiert und provisorisch ausgeführt.
1953/54 folgte schließlich die Bebauung zwischen Regensburger, Nöthnitzer, Landsberger und Münchner Straße nach dem gleichen städtebaulichen Konzept mit der Modifizierung, dass im Bereich Würzburger/Münchner Straße auch Einzelhandel zugelassen wurde, die Würzburger Straße war in ihrer Verlängerung bereits 1941/42 fertiggestellt worden. Diese Bebauung entstand im Zusammenhang mit der Neubebauung der Nürnberger Straße, um zügig Wohnraum für Bergarbeiter der SDAG Wismut zu schaffen.
Nach den Zerstörungen 1945, die vor allem den Nordostteil der Straße betrafen, wurde die Straßenbahn in der Münchner Straße zunächst nicht wieder in Betrieb genommen. 1949 verkehrte der Oberleitungsbus Dresden für wenige Wochen zwischen Nürnberger und Münchner Platz (Wendeschleife), wegen permanenter Konflikte mit der im ehemaligen Landgericht residierenden sowjetischen Besatzungsmacht musste der Betrieb auf der Münchner Straße eingestellt werden.

Dafür verkehrte ab 1951 eine Trümmerbahn von der Innenstadt aus über die Münchner Straße in die Räcknitzer Tongrube.
Die 1900/1909 angelegte Straßenbahn nach Plauen mit Verlängerung nach Altplauen 1927 wurde in der Münchner Straße schließlich wieder, aber nicht vollständig aufgebaut. Stattdessen wurde nördlich der Bienertstraße eine doppelgleisige Wendeschleife zwischen den Fahrbahnen der Münchner Straße errichtet, die mit der erneuten Inbetriebnahme der Strecke am 16. Dezember 1953 in Betrieb ging: Von da an bis zur Linienreform 1969 verkehrte hier die Linie 15 (Plauen–Weinböhla), ab Mitte der 1950er Jahre ergänzt durch die Verstärkerlinie 55 (Plauen–Coswig) im Berufsverkehr. Nach der Auflassung der Streckenführung in der Äußeren Neustadt in der Louisen- und Kamenzer Straße befand sich in der Gleisschleife mit 18 m Radius der engste linienmäßig befahrene Gleisbogen des Dresdner Straßenbahnnetzes. Für die Umrüstung für den Betrieb mit Tatrastraßenbahnen wurde auf Grund deren größeren Lichtraumprofils die bis dahin bestehende zweifach doppelte Baumreihe aus Silber- und Winter-Linden in der Mitte der Straße 1968/69 ausgedünnt und schließlich 1985 komplett durch jeweils eine einzige Baumreihe von Krim-Linden ersetzt. Die letzten Altbäume innerhalb der Gleisschleife fielen erst mit der 1998/99 gebauten Anbindung in Richtung Coschütz.
Im Jahr 1999 erfuhr das Südende der Straße erneute Bauarbeiten, diesmal im Zusammenhang mit der Neutrassierung der Straßenbahnanbindung von Coschütz an das Stadtzentrum, die seitdem nicht mehr über Altplauen und den Plauenschen Ring, sondern über die Südvorstadt und die Münchner Straße realisiert wird. Dabei wurde auch das Straßenstück der Bienertstraße zwischen der Nordfahrbahn und der Nöthnitzer Straße aufgelassen und die Wendeschleife auf den technischen Standard von ≥ 25 m Radius vergrößert.

## Bebauung

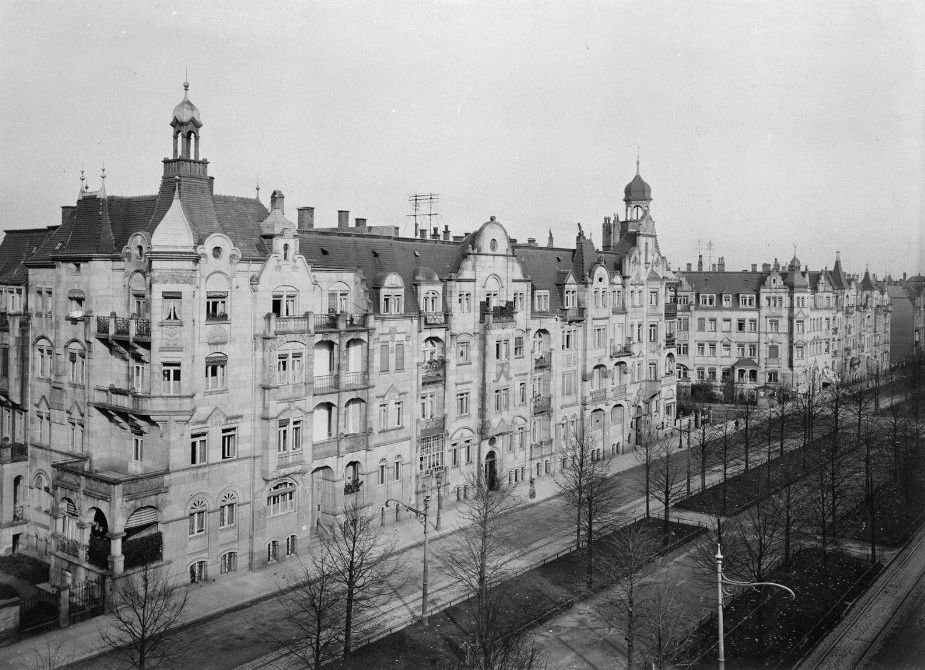
Gruppenhaus Münchner Straße 22–26 nach 1900, Nr. 22 und 24 1945 zerstört, Nr. 26 (linker Teil des Gebäudes) blieb erhalten

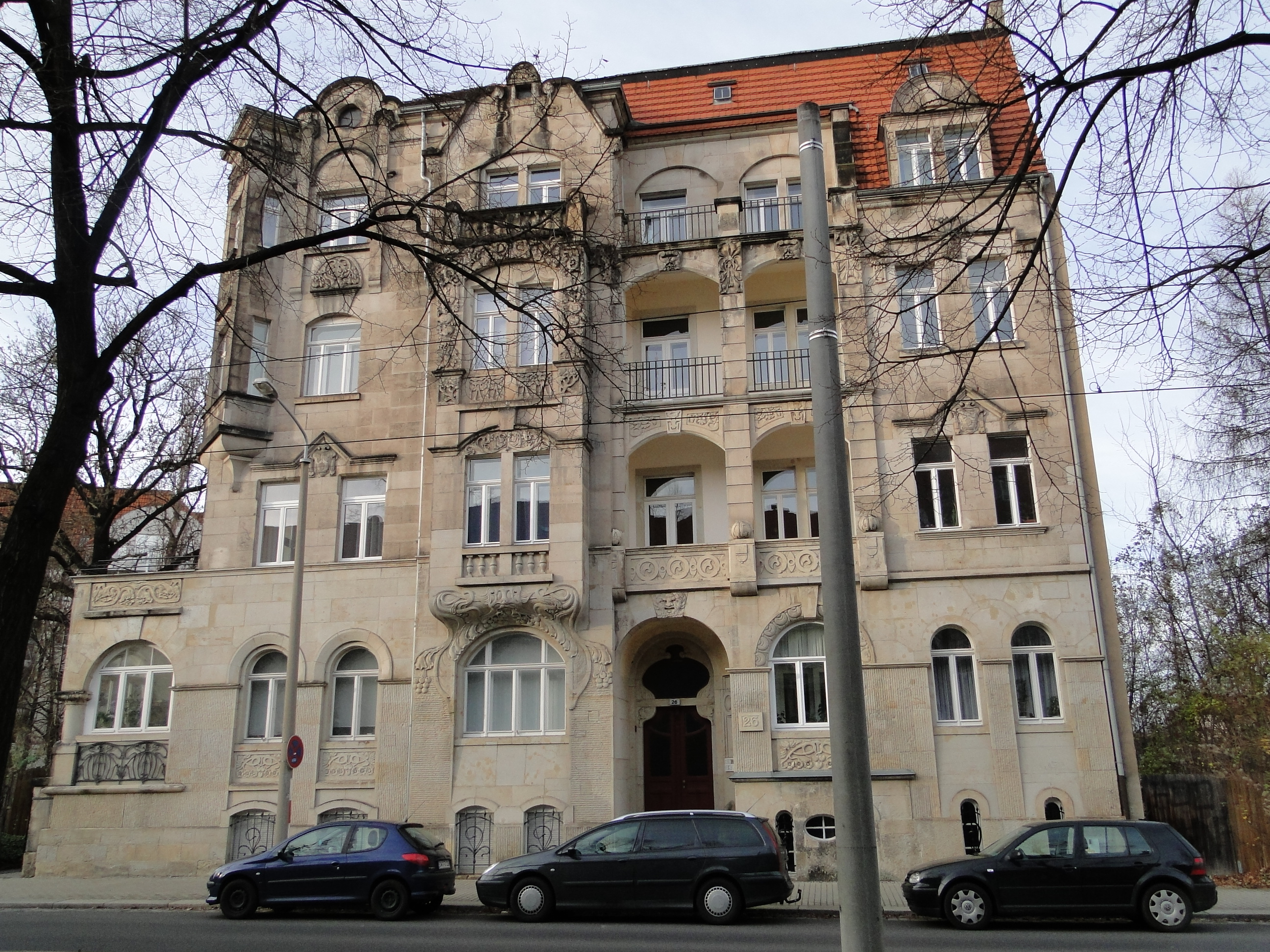
Mietshaus Nr. 26 nach dessen Sanierung in den 1990er Jahren

Vor allem im südlichen Bereich der Münchner Straße hat sich die Bebauung aus der Anfangszeit über den Zweiten Weltkrieg weg erhalten. Fassadenschmuck im Jugendstil ist erkennbar. Ein Beispiel dafür sind die denkmalgeschützten Mietshäuser Münchner Straße 26 und Münchner Straße 32–36. Nach 1960 wurden an einigen Stellen, vor allem an der südlichen Fahrbahn, neue Häuser gebaut. Insgesamt sind sechs Bauwerke an der Straße unter Denkmalschutz gestellt worden. Weitere sieben denkmalgeschützte Häuser befinden sich am Münchner Platz.
Am Münchner Platz wurde ab 1902 das neue Landgerichtsgebäude mit angeschlossener Haftanstalt gebaut. Nach etwa fünf Jahren Bauzeit wurde es 1907 seiner Bestimmung übergeben. Während der NS-Diktatur und zu Beginn der DDR-Zeit wurden dort politische Gefangene festgehalten und auch hingerichtet. Nach Schließung der Haftanstalt und Übergabe an die TU Dresden gibt es seit 1959 eine Gedenkstätte Aufschluss über diese Zeit; bis 1990 gab sie diesen geschichtlichen Überblick jedoch nur selektiv und für die Zeit bis 1945, die Zwischenzeit bis 1957 blieb seinerzeit unerwähnt. Das Gebäude, während des Krieges beschädigt, wird seitdem bis heute von der TU Dresden als „Georg-Schumann-Bau“ genutzt.
Ein unscheinbarer Flachbau an der Münchner Straße 38, nahe der Kreuzung mit der Würzburger Straße, bot während der Trümmerbahnzeit in den 1950er Jahren Werkstatt-, Depot- und Aufenthaltsräume für den Betrieb. Zuletzt war das Gebäude eine Filiale des lokalen Konsum-Supermarktes. Es musste 2013 für einen Ersatzneubau abgerissen werden.
Das Nordostende der Münchner Straße ist nach den Kriegszerstörungen bisher nur lückenhaft wieder bebaut worden. Zwischen Bayreuther Straße und Fritz-Löffler-Platz gab es nach der Großflächenenttrümmerung nach 1945 bis zu den 2010er Jahren keine straßenseitige Bebauung mehr. Viele Flächen liegen noch immer brach. Im Bebauungsplan der Stadt Dresden sind für diese Flächen Nutzungen zu Wohnzwecken und für neue Bauten der Universität vorgesehen. Zwischen der Bayreuther Straße und dem Nürnberger Platz ist die Bebauung Ende 2019 nach der Errichtung zweier Wohn- und Geschäftshäuser sowie eines Forschungsbaus des Institutsteils Entwurfsautomatisierung des Fraunhofer-Instituts für Integrierte Schaltungen auf der Nordseite wieder geschlossen. Die übrigen Flächen in diesem Gebiet sollen gemeinsam mit dem Nürnberger Platz perspektivisch entwickelt werden.

## Verkehr

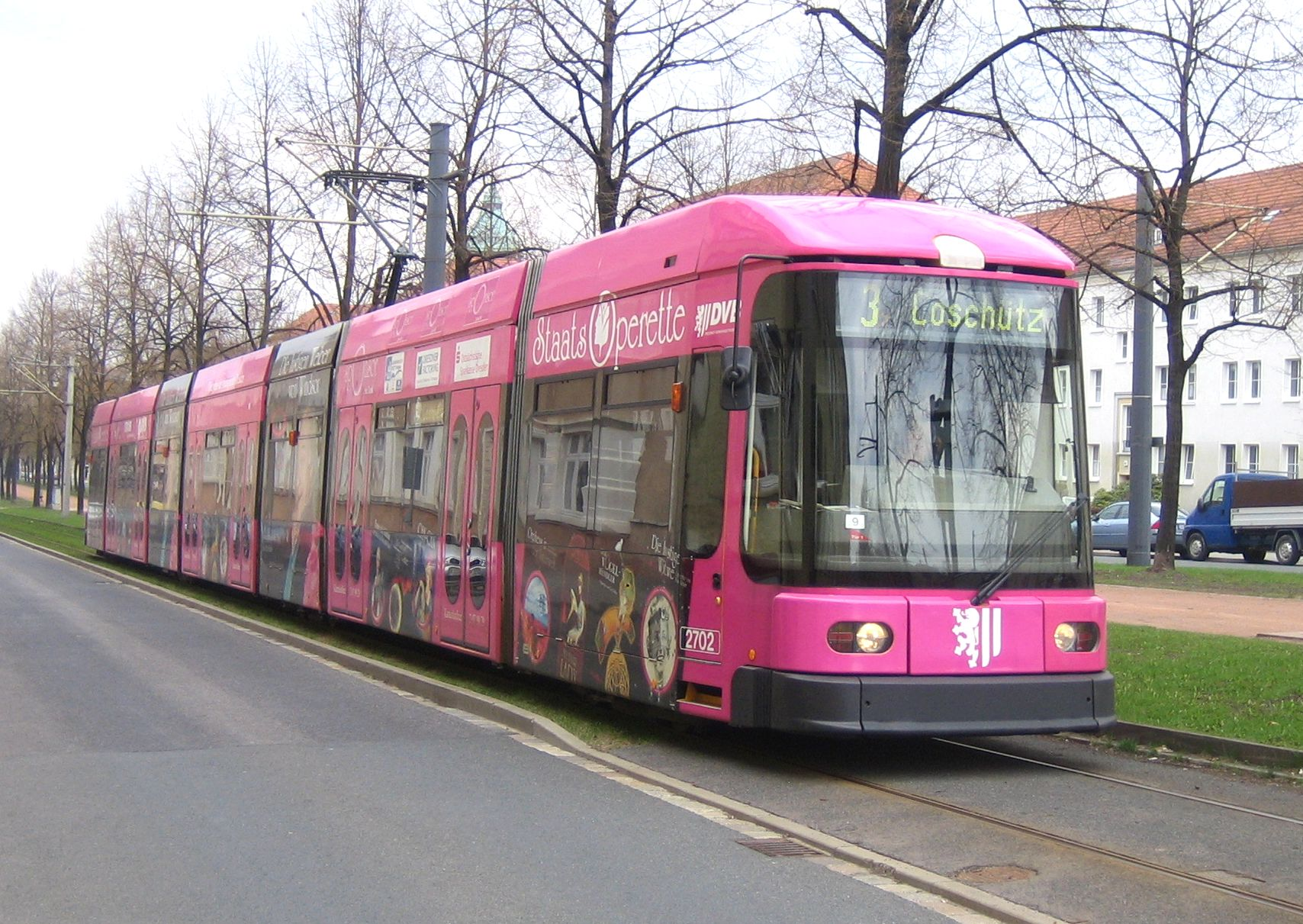
Linie 3 Richtung Coschütz

Die Münchner Straße wird pro Tag von etwa 6000 Fahrzeugen genutzt, dabei liegt der Anteil des Schwerlastverkehrs bei rund einem Prozent (Datenstand 2012). Die Fahrtrichtung Südvorstadt–Plauen wird dabei etwas stärker genutzt als die Gegenrichtung. Am Straßenrand ist über weite Abschnitte Längsparken möglich.
Die Dresdner Verkehrsbetriebe fahren mit der Straßenbahnlinie 3 drei Haltestellen auf der Münchner Straße an: „Nürnberger Platz“, „Münchner Platz“ und „Plauen, Nöthnitzer Straße“ (Wendeschleife). Die Linie 3 verkehrt wochentags im Zehn-Minuten-Takt. Im Zusammenhang mit dem Projekt „Stadtbahn 2020“ der Dresdner Verkehrsbetriebe (u. a. Bau einer Straßenbahn über die komplette Nürnberger Straße) soll die Haltestelle „Nürnberger Platz“ nach Nordosten verlegt werden.